# Menthastriella
Menthastriella  (лат.) — подрод травяных листоедов подсемейства хризомелин, семейства листоедов.

## Описание
Жуки яркой металлически-зелёной или синей окраски. Края надкрылий (эпиплевры) слабо наклонены. Основными сердечными гликозидами, которые продуцируют защитные железы у представителей этого подрода, являются ксилозиды.

## Классификация
- Chrysolina herbacea (Duftschmid, 1825)
- Chrysolina suffriani (Fairmaire, 1859)
- Chrysolina viridana (Küster, 1844)

## Распространение
Представители подрода встречаются Европе, Передней Азии, на Кавказе и Закавказье и Средней Азии.